# The Beatles’ 1966 tour of Germany, Japan and Philippines
The Beatles’ 1966 tour of Germany, Japan and Philippines – szósta trasa koncertowa grupy muzycznej The Beatles, w jej trakcie odbyło się trzynaście koncertów.

## Program koncertów
1. "Rock and Roll Music"
2. "She’s a Woman"
3. "If I Needed Someone"
4. "Day Tripper"
5. "Baby's In Black"
6. "I Feel Fine"
7. "Yesterday"
8. "I Wanna Be Your Man"
9. "Nowhere Man" (pominięte w Manili)
10. "Paperback Writer"
11. "I'm Down"

## Lista koncertów
1. 24 czerwca 1966 – Monachium, Niemcy Zachodnie – Circus Krone Bau (dwa koncerty)
2. 25 czerwca 1966 – Essen, Niemcy Zachodnie – Grugahalle (dwa koncerty)
3. 26 czerwca 1966 – Hamburg, Niemcy Zachodnie – Ernst-Merck-Halle (dwa koncerty)
4. 30 czerwca 1966 – Tokio, Japonia – Nippon Budokan
5. 1 lipca 1966 – Tokio, Japonia - Nippon Budokan (dwa koncerty)
6. 2 lipca 1966 – Tokio, Japonia - Nippon Budokan (dwa koncerty)
7. 4 lipca 1966 – Manila, Filipiny – Rizal Memorial Stadium (dwa koncerty)